# Rüsselsheim
Rüsselsheim am Main är en stad i förbundslandet Hessen i Tyskland och har cirka 68 000 invånare. Staden ligger vid floden Main och gränsar i öst till Frankfurt am Main. Flygplatsen Frankfurt Mains flygplats ligger på bara tre kilometers avstånd från staden.

## Utbildning
I Rüsselsheim ligger en avdelning av yrkeshögskolan (Fachhochschule) Wiesbaden.

## Näringsliv
Rüsselsheim är känd för sin Opel-fabrik, där det jobbar fler än 10 000 personer. I Rüsselsheim ligger Opels första och största fabrik och även Opels designcentrum. Opel är den största arbetsgivaren i staden, men många pendlar också till andra städer i närheten, särskilt Frankfurt.

## Historia
Staden nämndes första gången år 830. 1437 erhöll Rüsselsheim rättighet att bygga en borg. Staden tillföll 1497 Hessen-Darmstadt och borgen byggdes så småningom ut till en fästning. Under trettioåriga kriget invaderades staden 1631 av svenska armén. Två år senare överlämnades staden till Hessen-Darmstadt igen, men överfölls ytterligare några gånger av svenska dragoner och musketörer i jakt på mat. 1688 invaderade franska trupper staden och förstörde fästningen efter att ha lämnat staden ett år senare. 1862 kom Adam Opel till Rüsselsheim och grundade en fabrik som tillverkade symaskiner. Sex år senare färdigställdes en järnvägslinje mellan Frankfurt och Mainz som går genom Rüsselsheim. 1869 byggde Adam Opel en ny fabrik alldeles bredvid järnvägssträckan och började där masstillverka symaskiner med hjälp av ångmaskiner. Drygt tjugo år senare tillverkade han också cyklar. 1899 tillverkades den första bilen i fabriken. Vid första världskrigets slut besattes staden 1918 av franska trupper igen. 1944 utsattes staden flera gånger för flygattacker från England som förstörde delar av Opel-fabriken och staden. Den 25 mars 1945 tog amerikanska trupper över kontrollen i Rüsselsheim. Idag är Rüsselsheim en rik stad som har byggt flera teatrar, museer, simhallar m.m., men samtidigt drabbats hårt av Opels ekonomiska kris.